# Journal of Natural Gas Chemistry
Das Journal of Natural Gas Chemistry, abgekürzt J. Nat. Gas Chem.,  ist eine wissenschaftliche Fachzeitschrift, die vom Elsevier-Verlag veröffentlicht wird. Die erste Ausgabe erschien im Jahr 1992. Derzeit erscheint sie mit sechs Ausgaben im Jahr. Es werden Artikel veröffentlicht, die sich mit chemischen Fragen der Erdgasverwendung beschäftigen.
Der Impact Factor lag im Jahr 2014 bei 2,398. Nach der Statistik des ISI Web of Knowledge wird das Journal mit diesem Impact Factor in der Kategorie angewandte Chemie an 15. Stelle von 70 Zeitschriften, in der Kategorie physikalische Chemie an 58. Stelle von 139 Zeitschriften, in der Kategorie chemische Ingenieurwissenschaft an 36. Stelle von 134 Zeitschriften und in der Kategorie Energie und Treibstoffe an 36. Stelle von 88 Zeitschriften geführt.